# Iragaodes
Iragaodes is een geslacht van vlinders van de familie visstaartjes (Nolidae), uit de onderfamilie Chloephorinae.

## Soorten
- I. nobilis Staudinger, 1887